# 마일린다 켈멘디
마일린다 켈멘디(알바니아어: Majlinda Kelmendi, 1991년 5월 9일~)는 알바니아와 코소보의 유도 선수이다. 2016년 하계 올림픽에서 여자 하프라이트급 금메달을 획득하여 코소보 최초의 올림픽 금메달리스트가 되었다. 또한 세계 선수권 대회 2회 우승(2013, 2014), 유럽 선수권 대회 3회 우승(2014, 2016, 2017)을 차지했다.

## 생애
1991년 유고슬라비아 지배 하의 코소보 페치의 알바니아계 가정에서 태어났다. 켈멘디는 국제 유도 대회 참가를 위해 자신의 혈통인 알바니아 국적을 취득했고 코소보의 독립 선언 후 코소보 국적을 취득하여, 코소보와 알바니아 복수국적자가 되었다.
8살이 되던 1999년에 유도를 처음 시작했으며, 2006년 15세의 어린 나이로 알바니아 유도 국가대표로 발탁되었다. 그 해 5월 보스니아 헤르체고비나 사라예보에서 열린 사라예보 오픈을 통해 국제 대회에 처음으로 출전하여 우승했다. 이듬해인 2007년에는 코소보 청소년 대표로 발탁되었으며, 1월부터 4월까지 유소년 국제 대회에서 금메달 4개를 획득했다. 2008년에는 처음으로 코소보 성인 대표가 되었으며, 스위스 무르텐에서 열린 무르텐 토너먼트를 통해 코소보 국가대표 첫 대회에 참가했다. 켈멘디는 이 대회에서 스위스의 마농 슈티르니만을 꺾으며 우승했다.
2009년 9월 아르메니아 예레반에서 열린 2009년 유럽 주니어 선수권 대회에 알바니아 국가대표로 참가하여 헝가리의 머로시 버르버러를 꺾고 우승했으며 10월 프랑스 파리에서 열린 2009년 세계 주니어 선수권 대회에서 이스라엘의 레비 샤하르를 누르고 금메달을 획득했다. 2010년 1월에는 불가리아 소피아에서 열린 월드컵에서 러시아의 나탈리야 쿠주티나의 뒤를 이어 2위에 올랐고 4월에 사라예보에서 열린 유러피언컵에서 러시아의 안나 그레벤니코바를 누르고 우승했다. 5월에는 튀니지 튀니스에서 열린 튀니스 그랑프리에서 스페인의 아나 카라스코사를 누르고 우승했으며, 6월에 에스토니아 탈린에서 열린 월드컵에서 동메달을 획득했다. 같은 해 9월에는 일본 도쿄에서 열린 2010년 세계 선수권 대회에서는 여자 52kg급에서 9위를 기록했으며 이후 10월에는 불가리아 사모코프에서 열린 2010년 유럽 주니어 선수권 대회에서 오스트리아의 티나 첼트너를 꺾고 우승했으나 모로코 아가디르에서 열린 2010년 세계 주니어 선수권 대회에서는 5위에 머물렀다. 
2011년 1월 아제르바이잔 바쿠에서 열린 월드 마스터스 대회에서 5위에 올랐으며, 10월에는 로마에서 열린 월드컵과 민스크에서 열린 월드컵, 아부다비에서 열린 그랑프리 대회를 연속으로 우승을 차지했다. 2012년 3월에는 제네바에서 열린 스위스 오픈에서 우승했으며, 6월에는 체코 프라하에서 열린 유러피언컵에서 독일의 자클린 리손을 누르고 우승을 차지했다. 같은 해 7월에는 영국 런던에서 열린 2012년 하계 올림픽에 참가했다. 당시 코소보는 국제 올림픽 위원회의 회원국이 아니었기 때문에 올림픽에 코소보 국가대표로 출전하는 것이 불가능해져 알바니아 유도 국가대표로 참가했다. 이 대회에서 32강에서 핀란드의 야나 순드베리를 꺾었으나, 16강전에서 모리셔스의 크리스티앤 레전틸에게 패했다. 올림픽 이후 9월에는 로마에서 열린 월드컵에서 이탈리아의 엘레나 모레티의 뒤를 이어 준우승을 차지했다. 같은 해 10월에 튀르키예 이스탄불에서 열린 월드컵에서 개최국 튀르키예의 아이셰 사아데트 아르자를 꺾고 우승했으며, 아부다비에서 열린 그랑프리에서 브라질의 이리카 미란다를 꺾고 금메달을 획득했다. 11월에는 프라하에서 열린 유럽 U-23 선수권 대회에 참가하여 우크라이나의 마리야 부요크를 꺾고 우승을 차지했다.
2013년 2월에는 파리 오픈에 참가하여 일본의 하시모토 유키의 뒤를 이어 준우승했고 독일 뒤셀도르프 그랑프리에서는 루마니아의 안드레아 키추를 꺾으며 우승했다. 4월에는 헝가리 부다페스트에서 열린 2013년 유럽 선수권 대회에 참가하여 동메달을 획득했다. 같은 해 8월에는 브라질의 리우데자네이루에서 열린 2013년 세계 선수권 대회에 참가하여 키추를 꺽고 금메달을 거머쥔다.
2014년에는 국제 유도 대회에서 메달을 7개를 땄는데, 전부 금메달이었다. 2월에 열린 파리 오픈에서는 순드베리를 꺾고 우승하면서 2014년 첫 금메달을 획득했다. 3월 튀르키예 삼순에서 열린 그랑프리에서는 이탈리아의 오데테 주프리다를 꺾고 우승했고 4월에 프랑스 몽펠리에에서 열린 2014년 유럽 선수권 대회에서 러시아의 나탈리야 쿠주티나를 꺾고 금메달을 획득했다. 6월에 8월 러시아 첼랴빈스크에서 열린 2014년 세계 선수권 대회 당시에는 국제 유도 연맹이 코소보 국가대표 자격을 승인하지 않았기 때문에 국제 유도 연맹 선수로 참가했다.
2015년 9월 슬로바키아 브라티슬라바에서 열린 유러피언컵에서 독일의 조니아 비르트를 꺾으며 금메달을 획득했고 10월에 열린 리스본 유러피언 오픈에서 대표팀 동료인 디스트리아 크라스니치를 꺾으며 우승을 차지했다. 
2016년 2월 6일 그랜드 슬램에서도 금메달을 따고, 같은 해 4월 21일 러시아 카잔에서 열린 2016년 유럽 선수권 대회에서도 금메달을 땄다.
2014년 10월 국제 올림픽 위원회(IOC)에서 코소보의 회원국 지위를 인정한 후 같은 해 12월 9일에 코소보 올림픽 위원회가 IOC의 회원 자격을 받으며 올림픽 참가가 승인되었다. 이렇게 하여 켈멘디는 코소보의 국기를 달고 2016년 하계 올림픽에 출전할 수 있게 되었다. 켈멘디는 개막식에서 코소보 선수단의 기수를 맡으며 코소보 최초의 올림픽 기수가 되었다. 그녀는 리우 올림픽 여자 유도 52kg급에서 이탈리아의 주프리다를 꺾으며 금메달을 따냈으며 이는 코소보 최초의 올림픽 금메달이다. 이후 2020년 하계 올림픽에서 디스트리아 크라스니치, 노라 자코바도 여자 유도에서 금메달을 획득하며 켈멘디에서 시작하는 코소보의 올림픽 여자 유도 금메달의 계보를 잇고 있다.